# 石炎福
石炎福（1932年—），男，上海人，中国化工专家，曾任成都科学技术大学化工研究所所长，四川联合大学化工学院院长，教授、博士生导师。